# Episodi di Shades of Blue (seconda stagione)
La seconda stagione della serie televisiva Shades of Blue è andata in onda negli Stati Uniti sulla NBC dal 5 marzo al 21 maggio 2017.
In Italia la stagione è stata trasmessa dal 16 ottobre 2017 all'8 gennaio 2018 su Premium Crime, canale a pagamento della piattaforma Mediaset Premium.
Harlee (Jennifer Lopez) affronta la sua relazione fratturata con Wozniak (Ray Liotta), mentre lotta per nascondere il suo segreto più profondo: ha ucciso il padre di sua figlia. Dopo la sua scoperta che Harlee ha collaborato con l'FBI, Wozniak si trova di fronte a un suo dilemma sconvolgente. L'equipaggio è sotto stretto controllo da parte di Stahl (Warren Kole) e dell'FBI, nonché degli affari interni, sotto forma di un detective socievole, Verco (guest star Dov Davidoff), che indaga sulla scomparsa di uno di loro. Nel frattempo, un'ex membro della loro troupe, Julia Ayres (guest star Anna Gunn), si candida a sindaco e il suo complesso rapporto con Harlee e Wozniak viene alla ribalta. Né Harlee né Wozniak prevedono che le connessioni corrotte di Ayres li intrappoleranno in una pericolosa guerra con la mafia.
| n° | Titolo originale        | Titolo italiano               | Prima TV USA   | Prima TV Italia  |
| -- | ----------------------- | ----------------------------- | -------------- | ---------------- |
| 1  | Unforgiven              | La risorsa                    | 5 marzo 2017   | 16 ottobre 2017  |
| 2  | Eye of the Hurricane    | L'occhio del ciclone          | 12 marzo 2017  | 23 ottobre 2017  |
| 3  | Ghost Hunt              | Caccia al fantasma            | 19 marzo 2017  | 30 ottobre 2017  |
| 4  | Daddy's Girl            | Amore di papà                 | 26 marzo 2017  | 6 novembre 2017  |
| 5  | Sweet Caroline          | Dolce Caroline                | 2 aprile 2017  | 13 novembre 2017 |
| 6  | Fracture                | Frattura                      | 9 aprile 2017  | 20 novembre 2017 |
| 7  | A House Divided         | Una casa divisa               | 16 aprile 2017 | 27 novembre 2017 |
| 8  | Unpaid Debts            | Debiti in sospeso             | 23 aprile 2017 | 4 dicembre 2017  |
| 9  | Chaos Is Come Again     | Di nuovo nel caos             | 30 aprile 2017 | 11 dicembre 2017 |
| 10 | Whoever Fights Monsters | Uccidi il mostro              | 7 maggio 2017  | 18 dicembre 2017 |
| 11 | The Quality Of Mercy    | La qualità della misericordia | 14 maggio 2017 | 25 dicembre 2017 |
| 12 | Behind The Mask         | Giù la maschera               | 21 maggio 2017 | 1º gennaio 2018  |
| 13 | Broken Dolls            | Bambole a pezzi               | 21 maggio 2017 | 8 gennaio 2018   |